# Biblioteca de Wren (Cambridge)

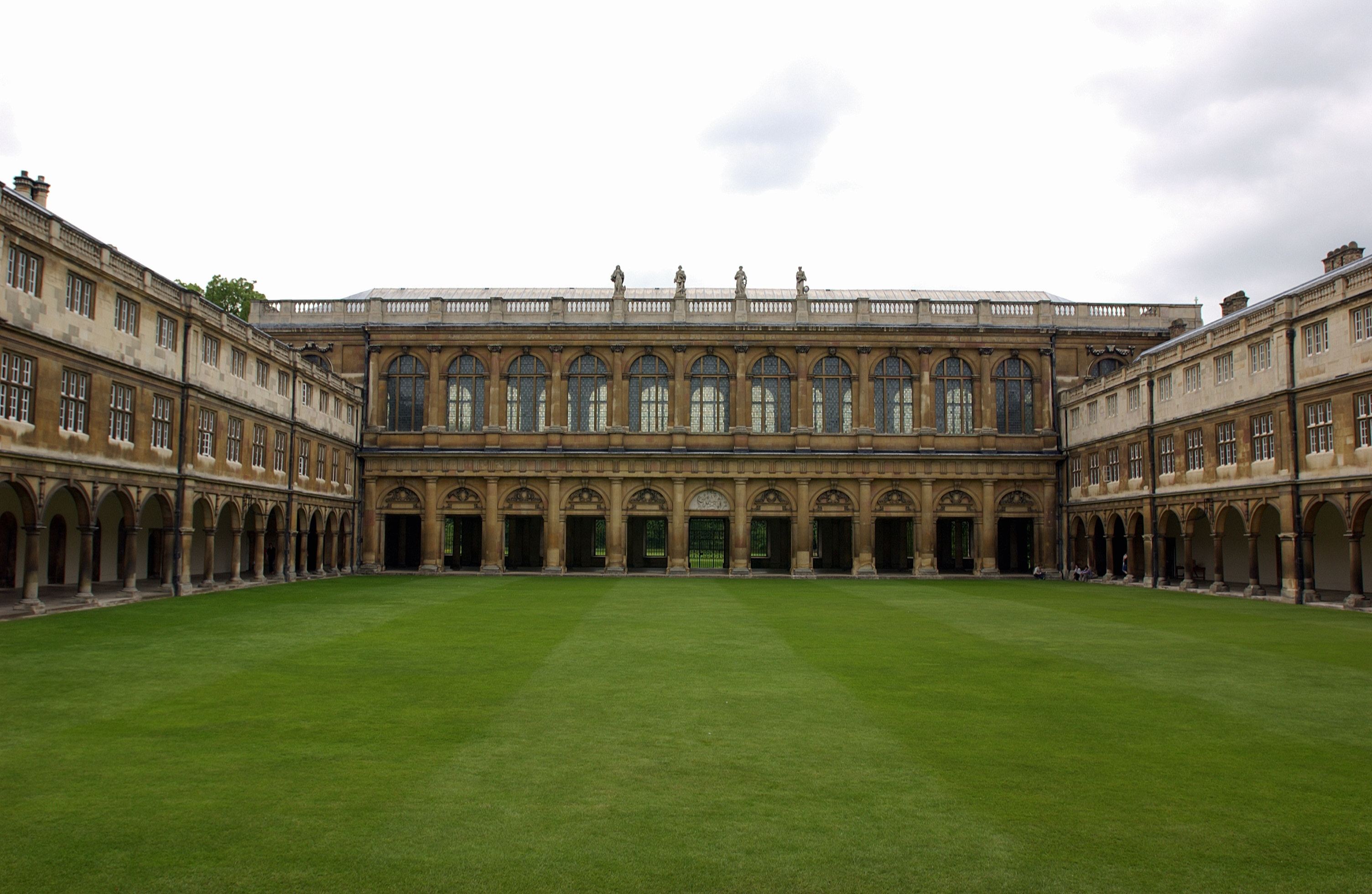
Vista desde Nevile's Court.

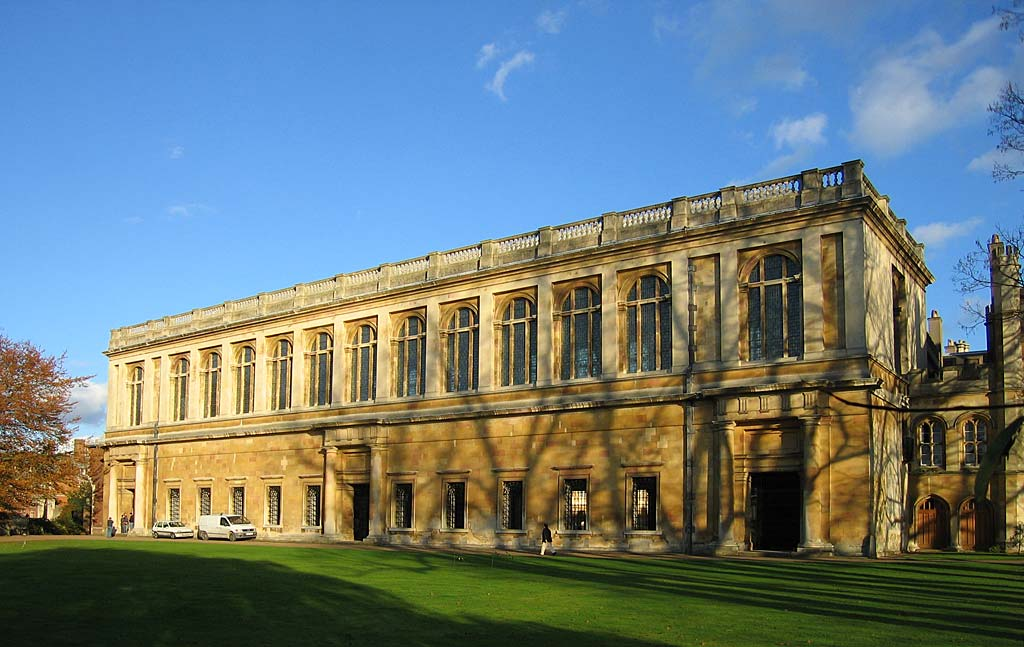
Vista desde el río. El diseño de Wren crea una curiosa ilusión: el suelo de salón de la biblioteca está al ras de la parte superior de las ventanas inferiores, mientras que las ventanales superiores se elevan por encima de las estantes.

La Wren Library es la biblioteca de Trinity College en Cambridge. 
Fue diseñada por Christopher Wren en 1676, a instancias de su amigo, el rector de Trinity, Isaac Barrow, quien moriría el año siguiente. Barrow fue el primer Profesor Lucasiano y maestro y promotor de Isaac Newton, y a quien cedería su cátedra. Wren no aceptó pago alguno por su diseño. Se terminó de construir en 1695.
La biblioteca es un gran salón diáfano situado sobre una columnata que por el lado oeste da al Nevile's Court, uno de los claustros del Trinity College (considerado su sanctasanctórum), y con vistas al río Cam por el lado este. 
A diferencia del diseño habitual de las bibliotecas hasta entonces, diseñadas básicamente para proteger sus fondos, Wren la diseñó con grandes ventanales para que los lectores pudieran aprovechar al máximo la luz natural.

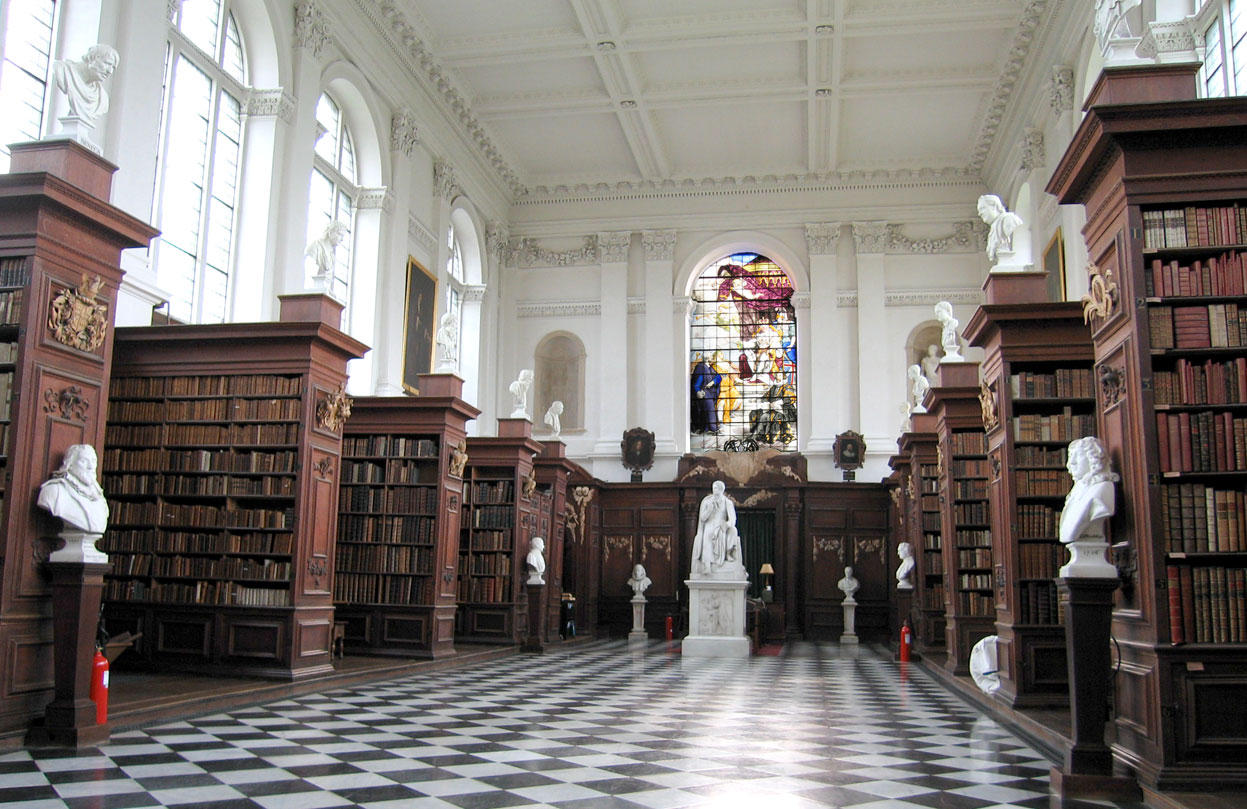
Vista del salón, con las tallas en madera de Grinling Gibbons en las librerías.

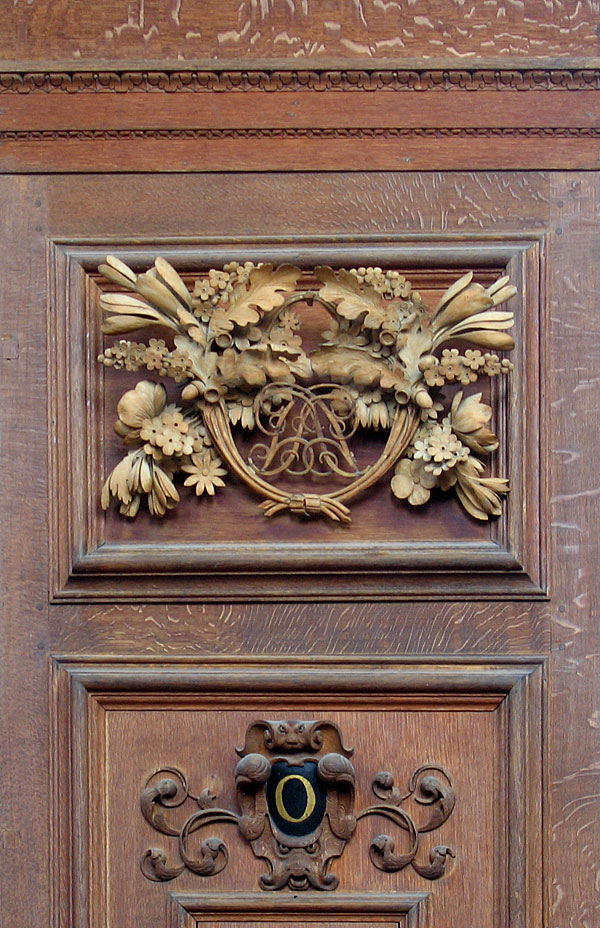
Detalle de una de las tallas.

La biblioteca tiene asimismo una gran colección de obras de los siglos XIX y XX almacenadas en un archivo subterráneo.

## Fondos de la biblioteca
Sus fondos incluyen los siguientes manuscritos y libros:
- La copia personal de Isaac Newton de su primera edición de Philosophiae Naturalis Principia Mathematica (1687) con sus apuntes para la segunda edición[4]
- Una versión del siglo VIII de las Epístolas paulinas
- Alrededor de 1250 manuscritos medievales de los siglos XII y XIII[5]
- Los manuscritos de Winnie-the-Pooh y The House at Pooh Corner de A. A. Milne
- La colección Capell de ediciones tempranas de Shakespeare
- Una colección de poemas firmadas por John Milton
- Un manuscrito de The Vision of Piers Plowman del siglo XIV
- Varias obras impresas por William Caxton, incluyendo el primer libro impreso en lengua inglesa y el primer libro impreso en Inglaterra
- Los apuntes de Robert Oppenheimer sobre la Prueba Trinity en Nuevo México
- El "cuaderno perdido" del matemático Ramanujan
- Una edición de 1620 de la primera versión de la Biblia en idioma galés, traducido por el obispo William Morgan.

## Fondos de los siglosXIXyXX
- Varios cuadernos de Ludwig Wittgenstein[3]